# Granate de hierro e itrio
El granate de hierro e itrio o YIG (del inglés yttrium iron garnet) es una clase de granate sintético, cuya composición química es Y3Fe2(FeO4)3, o Y3Fe5O12. Es un compuesto artificial que fue sintetizado por primera vez en 1956 por los físicos franceses  F. Bertaut y F. Ferrat. Una de sus principales características es que se trata de un aislante eléctrico ferromagnético, siendo 559 K (286 °C) su temperatura de Curie. Otra característica sobresaliente es su bajo amortiguamiento de Gilbert, del orden de {\displaystyle \alpha \sim 10^{-5}}. Desde el punto de vista técnico, las esferas de YIG se utilizan como filtros de frecuencia regulable y como resonadores en circuitos y sistemas de radiofrecuencia.
En el YIG, los cinco iones de hierro (III) ocupan dos sitios octaédricos y tres tetraédricos. Los iones de itrio (III) están coordinados por los ocho iones de oxígeno en un paralelepípedo. Los iones de hierro en los dos sitios de coordinación exhiben un momento magnético diferente, dando como resultado un comportamiento magnético.